# Cosmosoma determinata
Cosmosoma determinata là một loài bướm đêm thuộc phân họ Arctiinae, họ Erebidae.